# Ward Schroeven
Eduard (Ward) Schroeven, (Walem, 13 maart 1913 - Mechelen, 3 mei 2001) was een Belgische atleet, die zich had toegelegd op de lange afstand en het veldlopen. Hij veroverde op vijf onderdelen elf Belgische titels.

## Biografie
Schroeven veroverde zijn eerste titel in 1932 op de 3000 m steeple. In 1938 werd hij Belgisch kampioen op de 1500 m. Tussen 1939 en 1945 veroverde hij vier titels op de 5000 m, één op de 10.000 m en een tweede op de 3000 m steeple.
Schroeven verbeterde in 1933 met een tijd van 5.41,8 het Belgisch record op de 2000 m van René Geeraert. Twee jaar later verbeterde hij met een tijd van 5.31,0 het record van Maurice Maréchal. 
Schroeven veroverde ook drie titels in het veldlopen. Hij won ook de eerste editie van de Cross der Vlaanderen.

### Clubs
Schroeven was aangesloten bij Union Sint-Gillis.

## Belgische kampioenschappen
| Onderdeel      | Jaar                   |
| -------------- | ---------------------- |
| 1500 m         | 1938                   |
| 5000 m         | 1939, 1941, 1943, 1945 |
| 10.000 m       | 1943                   |
| 3000 m steeple | 1932, 1943             |
| veldlopen      | 1936, 1941, 1942       |

## Persoonlijk record
| Onderdeel | Prestatie             | Datum            | Plaats  |
| --------- | --------------------- | ---------------- | ------- |
| 2000 m    | 5.31,0 (ex-nat. rec.) | 20 augustus 1935 | Brussel |

## Palmares

### 1500 m
- 1938:  BK AC – 4.07,8

### 5000 m
- 1939:  BK AC – 15.06,4
- 1941:  BK AC – 15.33,0
- 1943:  BK AC – 15.31,2
- 1945:  BK AC – 15.25,8

### 10.000 m
- 1943:  BK AC – 32.51,6

### 3000 m steeple
- 1932:  BK AC – 10.19,0
- 1943:  BK AC – 10.04,9

### veldlopen
- 1933:  BK AC
- 1934:  BK AC
- 1936:  BK AC
- 1937:  BK AC
- 1937: 6e Landenprijs in Brussel
- 1939:  BK AC
- 1940:  BK AC
- 1941:  BK AC
- 1942:  BK AC